# Coffin Bay National Park
Coffin Bay National Park är en nationalpark i Australien.   Den ligger i delstaten South Australia, i den södra delen av landet, 1 300 km väster om huvudstaden Canberra. Coffin Bay National Park ligger 17 meter över havet.